# Emulator

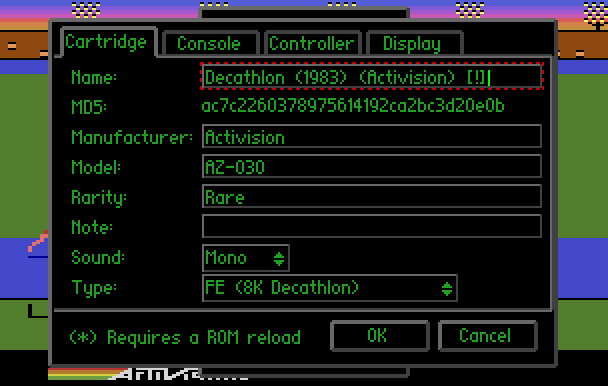
Freier Emulator Stella Linux. Plattformübergreifender Emulator der Atari-2600-Konsole

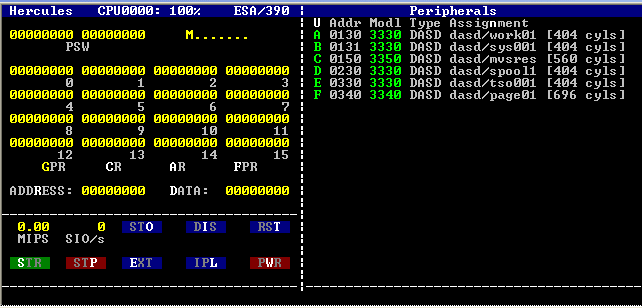
Emulator Hercules. Emulation von Großrechnern

Als Emulator (von lateinisch aemulari ‚nachahmen‘) wird in der Computertechnik ein System bezeichnet, das ein anderes in bestimmten Teilaspekten nachbildet.
Das nachgebildete System erhält die gleichen Daten, führt vergleichbare Programme aus und erzielt die möglichst gleichen Ergebnisse in Bezug auf bestimmte Fragestellungen wie das zu emulierende System.
Software-Emulatoren sind Programme, die einen Computer oder ein Betriebssystem nachbilden und es so ermöglichen, Software für diesen Computer auf einem anderen Computer mit einer anderen Architektur zu verwenden oder zu erstellen. So können z. B. Spiele für ältere Spielekonsolen auf einem PC oder einer neueren Spielekonsole ablaufen. Auch kann ein Softwareentwickler bei der Entwicklung eines Programmes für ein Gerät (z. B. ein Mobiltelefon) dieses im Emulator testen und korrigieren, ohne es jedes Mal auf das Gerät kopieren zu müssen.
Ein Hardware-Emulator ist ein elektronisches Gerät, das ein System wie einen Drucker oder einen Prozessor (CPU) funktionell, elektrisch oder mechanisch (Gehäuse und Pins) nachbilden kann. Die Verbindung zur Prozessorbaugruppe wird mittels Sockel und passendem Stecker erstellt. Er wird auch als In-Circuit-Emulator (ICE) bezeichnet.
Ein Terminalemulator ist eine Software, welche die Funktion eines Terminals (Dateneingabe und Bildschirmausgabe) nachbildet, so dass man z. B. von einem PC auf eine entsprechende Anwendung zugreifen kann.
Emulatoren gehören zu den Interpretern.

## Geschichte der Emulation
Im Jahre 1962 wurde erstmals ein (Prozessor-)Emulator eingesetzt. IBM arrangierte zahlreiche Tests in La Grande (Frankreich), um die Kompatibilität ihrer neuen Produkte zu den Vorgängern zu prüfen. Dazu nutzte man eine Kombination aus Hard- und Software, die vom IBM-Ingenieur Larry Moss als „Emulator“ bezeichnet wurde. 1965 schließlich wurde die System/360-Linie offiziell veröffentlicht. Sie umfasste auch den ersten Emulator – der „7070 Emulator“ erlaubt die Verwendung von Programmen für das ältere Modell IBM 7070.
1985 erschien der Atari ST mit einer für den Heimcomputermarkt neuen 68000-CPU und dem Betriebssystem Atari-TOS. Anfänglich gab es für diese Hardware noch wenig Anwendungs-Software. Der Übergang von der damals weit verbreiteten 8-Bit-Software unter CP/M zur neuen 16-Bit-Welt wurde von Atari durch den kostenlos mitgelieferten CP/M-Z80-Emulator erleichtert. Dieser reine Softwareemulator erzeugte auf der 68000-Hardware eine virtuelle, vollständige Z80-CPU sowie ein mit CP/M 2.2 kompatibles Betriebssystem. Dadurch war ein problemloser Betrieb populärer wie vorhandener Software möglich.
MegaDrive war 1994 der erste veröffentlichte Videospielemulator, welcher die gleichnamige Konsole nachbildete. Dieser unterstützte nur rudimentär das Spiel Sonic the Hedgehog; Die Entwicklung kam zum Erliegen, nachdem der Programmierer den Quelltext verloren hatte. Im selben Jahr wurde von Chris George die initiale, aber funktionsunfähige Version von „VSMC“ veröffentlicht, womit erstmals das Super Nintendo Entertainment System emuliert wurde.

## Druckeremulation
Die heute wohl in der EDV häufigsten Emulationen sind Drucker- oder Plotter-emulationen. Fast alle hochwertigen Laserdrucker emulieren zurzeit einen Hewlett-Packard-LaserJet Drucker (HP-PCL), aber auch Rasterdrucker werden emuliert. Häufig sind auch nach wie vor die Emulationen Epson ESC/P, IBM-Proprinter und andere.

## Terminalemulation
Eine klassische Terminalemulation erlaubt die Interaktion mit textorientierten Programmen, die auf einem entfernten Rechner laufen, über eine externe Schnittstelle, meist eine serielle Leitung oder eine Modemverbindung. Heute hingegen sind Netzwerkverbindungen via TCP/IP die Regel. Terminalemulationen wurden programmiert, um das Verhalten eines „dummen“ Terminals, also eines einfachen Datensicht- und Eingabegerätes, nachzuahmen. Neben den textorientierten Terminalemulationen werden heute vermehrt Lösungen zur Remotebearbeitung mit graphischer Oberfläche (Citrix, MS-Remotedesktop, X-Terminal) eingesetzt. Durch diese graphischen Emulationen können beispielsweise Unix-Benutzer direkt von ihrem Arbeitsplatz aus Programme benutzen, die nur für Windows verfügbar sind (und umgekehrt). Auch die Administration erleichtert sich, da die wesentlichen Wartungs- und Installationsarbeiten nur an einem System, dem Terminal-Server, erfolgen.

## Virtuelle Maschine
Eine virtuelle Maschine (kurz: VM) wird oft fälschlicherweise ebenfalls als Emulator bezeichnet. Diese Spezialsoftware erzeugt auf einem Gastgeberrechner eine Laufzeitumgebung, die eigentliche virtuelle Maschine, die die Hardwareschnittstellen des Rechners (oder eines ähnlichen Rechners) abbildet. Ein Gastbetriebssystem läuft – wie üblich – auf der CPU des Gastgeberrechners, jedoch werden alle Zugriffe auf die Ein- und Ausgabehardware auf Softwareschnittstellen des Gastgeberbetriebssystems umgeleitet. Dadurch ist es möglich, unter dem vorhandenen Betriebssystem ein weiteres in einem Fenster auszuführen. Bei professionellen Anwendungen laufen unter einem Hypervisor, einer speziellen Form der VM, gar parallel mehrere Gastbetriebssysteme auf nur einer vorhandenen Hardware; faktisch wird dabei also ein einzelner Rechner in mehrere unterteilt.
Beispiele
- Mac-on-Linux, das unter Linux-Systemen auf PowerPC-Rechnern Mac OS „Classic“ und Mac OS X/PowerPC virtualisieren konnte;
- Parallels Desktop for Mac, das das Ausführen von z. B. Windows und Linux unter macOS erlaubt. Einzelne Windows-Anwendungen (genauer: deren Fenster) können sich dabei losgelöst vom virtuellen Windows-Bildschirm „nahtlos“ wie Anwendungen für OS X verhalten;
- Parallels Workstation, proprietäre Virtualisierung;
- VMware Workstation, proprietäre Virtualisierung;
- VirtualBox, kostenlose Virtualisierung, sehr beliebt in privaten und semi-professionellen Bereichen;
- Virtual PC (Entwicklung eingestellt), Virtualisierung auf einem Windows- oder OS/2-System (auf PowerPC-Macintosh-Rechnern hingegen eine x86-Emulation);
- Hyper-V, Nachfolger von Windows Virtual PC;

## Kompatibilitätsschicht
Streng genommen ebenfalls vom Emulator zu unterscheiden ist die „Kompatibilitätsschicht“, die nicht versucht, ein ganzes System zu emulieren, sondern sich auf die Emulation von Softwareschnittstellen beschränkt. Ein bekanntes Beispiel ist Wine, das unter Unix-artigen Betriebssystemen eine Vielzahl der Softwareschnittstellen von Windows bereitstellt, so dass etliche Windows-Programme unter dem eigentlich fremden Betriebssystem lauffähig werden. Ein weiteres Beispiel sind transparente (vom Benutzer nicht wahrgenommene) in das Betriebssystem integrierte Emulatoren. Beispiele dafür sind das bei Windows NT 4.0 auf der Alpha-Architektur integrierte FX!32, das für eine transparente Emulation von x86-Software verwendet wurde, oder klassisches Mac OS, das eine transparente Emulation von m68k-Maschinencode bot, oder macOS (ursprünglich „Mac OS X“), das nach einem Architekturwechsel (von PowerPC zu x86 2005 bzw. von x86 zu Arm 2021) mit Rosetta in bestimmten Versionen ebenfalls eine transparente Emulation als Kompatibilitätsschicht integriert hat.
Siehe auch: Laufzeitumgebung und Programmierschnittstelle

## Anwendungsbereiche

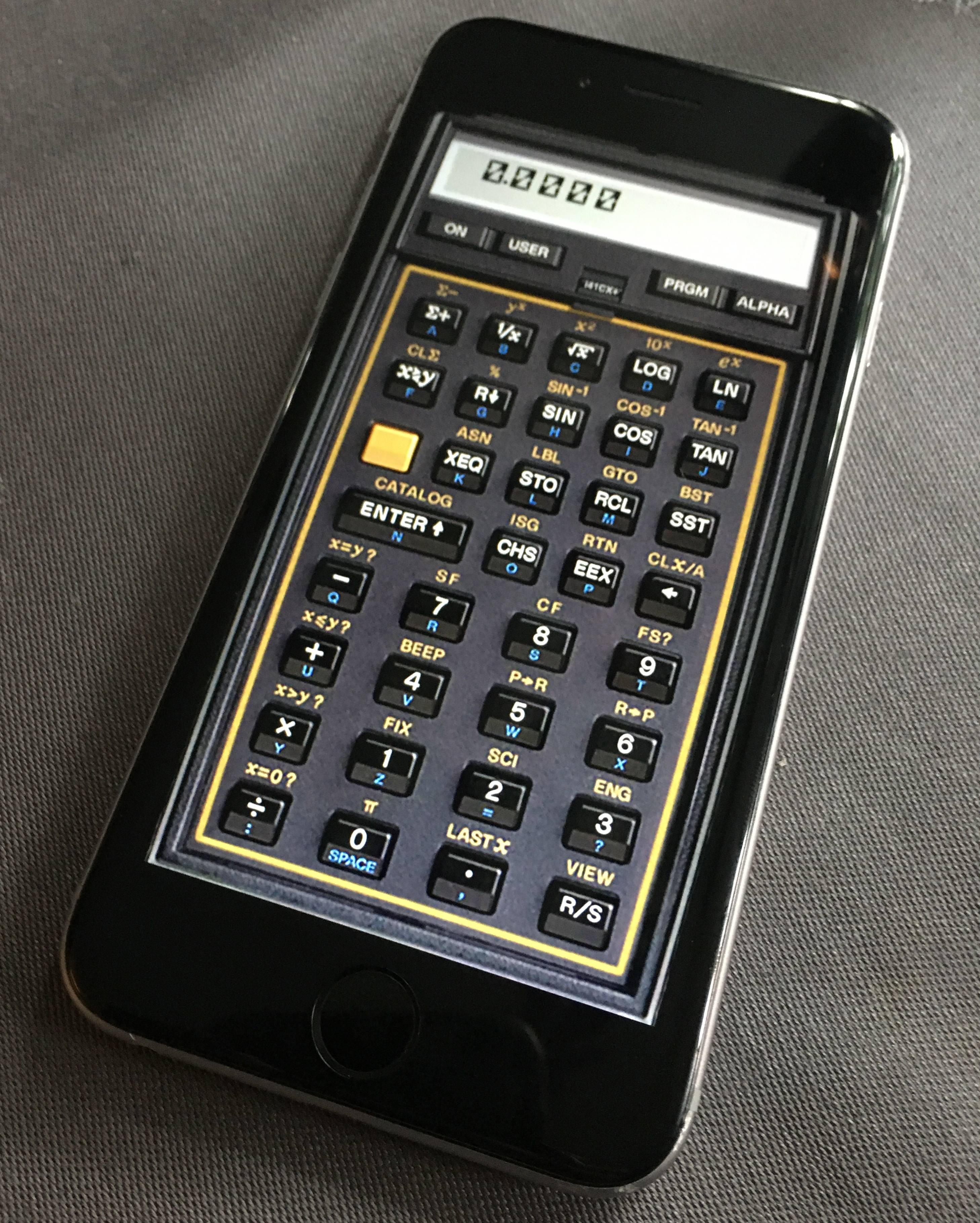
Software-Emulation des programmierbaren Taschenrechners HP-41CX von 1983 als App auf einem iPhone 6s, 2021. Als Zusatzfunktion kann ein Druckermodus aktiviert werden, der die Ausgabe des damals als Zubehör erhältlichen Thermodruckers emuliert.

Emulatoren werden für verschiedene Zwecke eingesetzt:
- Investitionsschutz: Software, die für ältere Systeme entwickelt worden ist, kann auf modernen Systemen weiter laufen.
  - Beispiel: mittels u. a. Bochs, QEMU, VMware oder Virtual PC wird ein IBM-kompatibler PC emuliert, auf dem z. B. eine entsprechende Version von Windows installiert werden kann; mittels Basilisk II, SheepShaver oder QEMU wird ein m68k- oder PowerPC-Mac emuliert, auf dem z. B. eine ältere Version von Mac OS installiert werden kann. Damit kann für die jeweilige Plattform gekaufte Software, die nun per Emulation auch auf moderneren Systemen weiterhin zur Verfügung steht, trotz Systemwechsels weiter eingesetzt werden, wenn auch mit gewissen Einschränkungen.
  - Das Open-Source-Projekt Wine dagegen emuliert nur die Schnittstellen des Windows-Betriebssystems zur Anwendung.
  - Beispiel: Server von Digital Equipment Corporation – Wegen der hohen Anschaffungskosten sind PDP-11- und VAX-AlphaServer von DEC inklusive des Betriebssystems OpenVMS oft schon seit über zwanzig Jahren im Einsatz. Bei Emulatoren wie Charon kann das Betriebssystem und die dazugehörigen Applikationen unverändert beibehalten werden, während die Emulatoren selbst auf Standardservern installiert werden.
- Softwareentwicklung:
  - Es ist möglich, Software für andere Systeme zu entwickeln und zu testen.
    - Beispiel: Programme, die für Palm OS auf einem PC entwickelt werden, können mit einem Palm-Emulator getestet werden.

  - Es ist möglich, ein Betriebssystem zu testen.
    - Beispiel: Der Emulator „Bochs“ bietet eine Debug-Schnittstelle an. Hiermit kann man prüfen (oder für Lehrzwecke beobachten), wie und ob etwas funktioniert.

  - Es ist möglich, die Funktionsweise komprimierter oder partiell verschlüsselter Software zu ermitteln.
    - Beispiel: Zwecks Identifizierung unbekannter oder gepackter Malware kann diese in einer Testumgebung auf ihre Funktionsweise untersucht werden. Es kann festgestellt werden, ob es sich um bereits bekannte Malware in verschlüsselter oder gepackter Form handelt. Dies ist in einigen Antivirenprogrammen wie Comodo Internet Security umgesetzt.
- Ausbildung: Ein Emulator erlaubt es, sich in Systeme einzuarbeiten, deren Anschaffung sonst sehr aufwändig wäre.
  - Beispiel: Mit dem Hercules-Emulator wird auf einem PC ein S/370 emuliert, auf dem ein komplettes MVS installiert wird.
- Zur Langzeitarchivierung digitaler Objekte stellt die Emulation eine Alternative zur Migration bzw. Konvertierung dar (siehe auch Elektronische Archivierung).
- Freizeit/Hobby: Konsolenspiele können dank geeigneter Emulatoren wie z. B. MESS oder Dolphin unter diversen Betriebssystemen auf aktueller Hardware laufen, darunter neben alten Konsolenspielen aus den frühen achtziger Jahren auch Spiele für neuere Konsolen. Soundemulatoren wie ASAP oder UADE erlauben zudem die Ausgabe der Musik von Computerspielen.
- Ergonomie: Software, die normalerweise nur auf Systemen mit unergonomischen Ein-/Ausgabegeräten läuft (LC-Displays), kann auf Systemen mit komfortablen Bildschirmen laufen.
  - Beispiel: Die Bildwiedergabe bei Game-Boy-Emulatoren auf einem PC ist besser als bei einem realen Game Boy.
- Die MOSC-Szene setzt Emulatoren ein, um an Pay-TV-Angebote kostenlos und illegal zu gelangen. Diese machen meist einen Dump des Original-ROMs der Smartcard und implementieren dieses in einen Emulator für diverse Systeme wie zum Beispiel PCMCIA-PC-Card, DVB-Receiver, DVB-S TV am PC. Der ehemalige Fernsehsender Premiere hatte seinerzeit mit Emulatoren zu kämpfen, da diese genau so funktionieren wie eine Original-Abo-SmartCard des Pay-TV-Senders. Des Weiteren sind nicht nur die verschlüsselten Schlüssel der SmartCard in diesen sog. EMUs enthalten, sondern auch diverse Verschlüsselungsalgorithmen wie z. B. Betacrypt I+II, alle Ableger des Systems Nagravision, Seca Mediaguard, Viaccess etc.

Siehe auch: Simulation, Bochs, DOSBox, MESS, PearPC, QEMU

## Hardware-Emulatoren
Hardware-Emulatoren ermöglichen das Entwickeln von maschinennaher Software, da keine Emulations-Software der in Entwicklung befindlichen Software das Zielsystem „vorgaukelt“, sondern in der Regel eine besondere Hardware ermöglicht, dass die Software in einer „echten“ Umgebung läuft. Die Emulations-Hardware bietet zumeist Möglichkeiten, die Software anzuhalten, Haltebedingungen zu setzen etc. ohne das Laufzeitverhalten der Software zu verändern. Die meisten Möglichkeiten bietet in der Regel ein In-Circuit-Emulator, bei dem ein besonders ausgerüsteter Mikroprozessor in der echten Zielhardware zur Softwareentwicklung genutzt wird.
- HP Terminal
- Memorex Telex Terminal
- JANUS (Atari-Hardwareemulator für den PC von 1995)
- Siemens DS078, VDU2000, DISIT, DS075 Terminals
- Virtuelles Laufwerk
- Floppy Drive Emulator

## Bekannte Software-Emulatoren

### Emulation von x86-Plattformen
- Bochs
- DOSBox
- DOSEMU
- QEMU
- TeemTalk von Hewlett-Packard (früher Pericom)
- Virtual PC von Connectix bzw. Microsoft (emuliert eine x86-Plattform auf Macintosh-Systemen)
- Win4Lin von Netraverse

### Emulation von PowerPC-Plattformen
- PearPC emuliert PowerPC-G3- und G4-Plattformen, hauptsächlich für den Einsatz einiger älterer Versionen von Mac OS X/PPC
- SheepShaver emuliert G3- oder G4-PowerPC-Macs für den Einsatz von klassischem Mac OS bis 9.0.4
- GXemul emuliert PowerPC, ARM, MIPS, M88K, und SuperH für den Einsatz unixoider Gastbetriebssysteme

### Emulation von 68k-Plattformen
- Basilisk II emuliert einen Macintosh-Computer mit Motorola-68000-Prozessor, hauptsächlich für den Einsatz älterer 68k-Versionen von Mac OS und System.
- UAE emuliert Commodore-Amiga-Systeme (Motorola 68k-Prozessoren und Custom-Chips)

### Emulation anderer Plattformen
- Hercules, ein Emulator für verschiedene IBM Mainframes wie das System/360/370/390.
- MAME emuliert verschiedene Arcade-Automaten
- MESS emuliert verschiedene Spielkonsolen und Heimcomputer-Modelle
- SIMH emuliert verschiedene Minirechner und Großrechner
- CPMZ80 bildet auf den Atari-ST-Computern eine Z80-CPU sowie ein CP/M-2.2-Betriebssystem nach
- epsxe bildet die Hardware-Umgebung der PlayStation 1 auf x86-Systemen ab

### Zwitter-Systeme, die emulieren und virtualisieren
VMware Server, Microsoft Virtual Server und Virtual PC (die Version für Windows- und OS/2-Systeme) sind alles gemischte Systeme, bei denen im Wesentlichen nur der Prozessor virtualisiert wird. Der Rest der PC-Plattform, wie z. B. Netzwerkkarte, BIOS usw., wird hingegen emuliert.
Unabhängig von der real installierten Hardware (z. B. NE2000) kann z. B. beim VMWare Server entweder eine 100BaseTX-PCI-Netzwerkkarte von AMD, alternativ eine 1000BaseTX-(Gigabit)-PCI-Netzwerkkarte von Intel oder eine virtuelle Karte mit VMWare-eigenen Treibern emuliert werden. Als BIOS wird immer eine Phoenix-Variante emuliert.
Die von Virtual PC emulierte LAN-Karte basiert, ebenfalls unabhängig vom Chipsatz der Karte des Virtual-PC-Hosts, immer auf einem DEC/Intel-21×4×-Ethernet-Chip („Tulip“). Genauso basiert die Soundkarte immer auf einem Sound Blaster 16.

### Oft dafür gehalten, jedoch keine Emulatoren
Folgende Software – überwiegend Virtualisierungslösungen – wird fälschlicherweise oft für Emulations-Software gehalten:
- VMware ESX Server zählt nicht zu den Emulatoren, da es sich hierbei um Virtualisierung, nicht Emulation, von Systemen handelt und weder Soft- noch Hardware emuliert wird. Vielmehr wird die Hardware virtualisiert
- Wine (WINE Is Not an Emulator) – kein Emulator, da lediglich API-Funktionen emuliert werden (der Code als solches jedoch direkt ausgeführt wird)
- CrossOver – siehe WINE
- Cedega – siehe WINE
- LINE – wie WINE kein Emulator
- Xen – ist wie auch der VMware ESX Server ein Hypervisor und somit ein Virtualisierer
- E/OS
- Mac-on-Linux virtualisiert PowerPC-Versionen von klassischem Mac OS und Mac OS X auf einem Computer mit ebenfalls einem PowerPC-Prozessor unter Linux
- ShapeShifter virtualisiert klassisches Mac OS bis 8.1 auf einem Amiga mit 68k-Prozessor (ab Amiga 1200)
- Plex86
- SCO UNIX – ein Betriebssystem
- ScummVM – welches lediglich eine Art Interpreter für verschiedene, von Adventure-Spielen verwendete Skriptsprachen ist.
- Hyper-V – siehe Xen

## Systeme und Vorteile der Emulation
Emulatoren existieren für fast jedes System. Beliebt sind Emulatoren für Heimcomputer, wie zum Beispiel der VICE für den Commodore 64 oder der UAE für den Amiga. Es existieren jedoch auch weitere unzählige Emulatoren für Computer, Handhelds, Arcade-Automaten und Spielkonsolen, siehe auch MESS.
In letzter Zeit spielen Emulatoren auch in der Freeware-Szene eine bedeutende Rolle. So bietet etwa der Game Boy Advance durch seine relativ einfache Programmierbarkeit die Möglichkeit, Spiele und Anwendungen zu entwickeln, die dann auch auf einem Emulator genutzt werden können.
Für den Nutzer, der Emulatoren z. B. zum Ausführen von alten, kommerziellen Computerspielen einsetzt, ist problematisch, dass diese auch dann noch unter dem Schutze des Urheberrechts stehen, wenn es sie seit mehreren Jahren nicht mehr zu kaufen gibt.
Gegenüber der echten, ursprünglichen Hardware besitzen Spielkonsolen-Emulatoren einige Vorteile. Dazu zählen die exzellente Bildqualität und der digital verarbeitete und somit verlustlos aufnehmbare Ton. Weitere die Benutzerfreundlichkeit der eigentlichen Systeme erweiternde Aspekte sind z. B. das Verbessern der Videoausgabe (z. B. Weichzeichnen und Filtern von Grafiken bei Konsolen wie Super Nintendo oder PlayStation, obwohl diese Systeme niemals diese Techniken unterstützten, geschweige denn berechnen könnten) oder das Verwenden von Savestates zum schnellen Speichern und Laden von Spielständen – jederzeit während der Laufzeit des Spieles.

## Nachteile der Software-Emulation
Der größte Nachteil der Software-Emulation ist, dass sie eine hohe Rechenlast auf dem emulierenden System erzeugen. So können, selbst auf modernen Rechnern, zum Beispiel alte Spieleklassiker teilweise nicht flüssig laufen. Die Software-Entwicklung für solche Emulationen ist sehr aufwendig.
Ein weiterer Nachteil besteht darin, dass Spiele ohne Frame-Limiter zu schnell ablaufen können, wenn die Systemleistung ausreicht, das Spiel mit deutlich mehr Bildern pro Sekunde darzustellen als ursprünglich vorgesehen. Die meisten Emulatoren bieten jedoch die Möglichkeit, die emulierte Rechenleistung zu begrenzen.

## Software

### ROMs
Software älterer Computersysteme, besonders der Spielekonsolen oder Spielautomaten, ist häufig nur in Form von ROM-Bausteinen verfügbar. Da sich ROMs relativ einfach auslesen lassen, arbeiten Emulatoren in der Regel problemlos mit sogenannten ROM-Dateien (oder auch ROM Images), die in verschiedenen Dateiformaten vorliegen. Ein Hindernis bei der freien Verwertung und Verteilung ist allerdings, dass ROM-Inhalte in der Regel urheberrechtlich geschützt sind und manche sogar noch kommerziell genutzt werden. Manche Emulatoren können auch komprimierte Dateien (z. B. im ZIP-Format) lesen, die mehrere Dateien enthalten können.
ROM-Dateien haben an sich keine festgelegte Dateinamenserweiterung. Für populäre Systeme werden häufig Bezeichnungen verwendet, die auf das zugehörige System hinweisen, beispielsweise:
- .bin – allgemeine Bezeichnung für eine ausgelesene Binärdatei
- .a26, .a78 – Atari 2600, Atari 7800
- .crt – Commodore 64 Cartridge Image
- .gb, .gbc, .gba – Game Boy, Game Boy Color und Game Boy Advance
- .n64, .z64 – Nintendo 64 (beide Formate unterscheiden sich durch die verwendete Byte-Reihenfolge)
- .nds – Nintendo DS
- .nes – Nintendo Entertainment System
- .sfc, .smc – Super Nintendo Entertainment System
- .smd – Sega Mega Drive
- .sms – Sega Master System

### Images von Datenträgern
Ähnlich verhält es sich mit Kopien von Software, die auf Bändern, Disketten oder optischen Datenträgern ausgeliefert wurden. Auch hier sind Tape-Images bzw. Disk-Images (Image-Dateien) für die Benutzung mit einem Emulator verbreitet.
- .adf, .adz, .dms, .dmz – Amiga Disk Files (.adf auch für Acorn Disc File)
- .d64 – C64 Disk-Image einer Floppy 1541 – 5,25″ einseitig – ~170 kB; weitere Disk-Formate existieren
- .p00, .s00, .u00, .r00 – C64-Dateityp (PRG für Programme, SEQ für sequentielle Dateien, USR (User-Dateien) und REL für Dateien mit relativem (wahlfreiem) Zugriff)
- .msa – Atari ST Disk-Image
- .sid – C64-Musikstück im SID-Format
- .t64 – C64-Containerformat eines erweiterbaren Tape-Images
- .tap – C64-konvertiertes Original-Tape-File einer Datasette (8–16x größer als PRG)
- .iso – CD/DVD-Image; wird von verschiedenen Emulatoren verwendet
- .img, .dsk – Image-Dateien verschiedener Speichermedien
- .vfd – Diskettenabbild von 3,5″-Disketten

Manche Emulatoren (zum Beispiel M.E.S.S.) können auch echte Töne von Cassetten als wav-Datei einlesen.